# Fouquieria burragei
Fouquieria burragei är en tvåhjärtbladig växtart som beskrevs av Joseph Nelson Rose. Fouquieria burragei ingår i släktet Fouquieria och familjen Fouquieriaceae. Inga underarter finns listade i Catalogue of Life.

## Bildgalleri

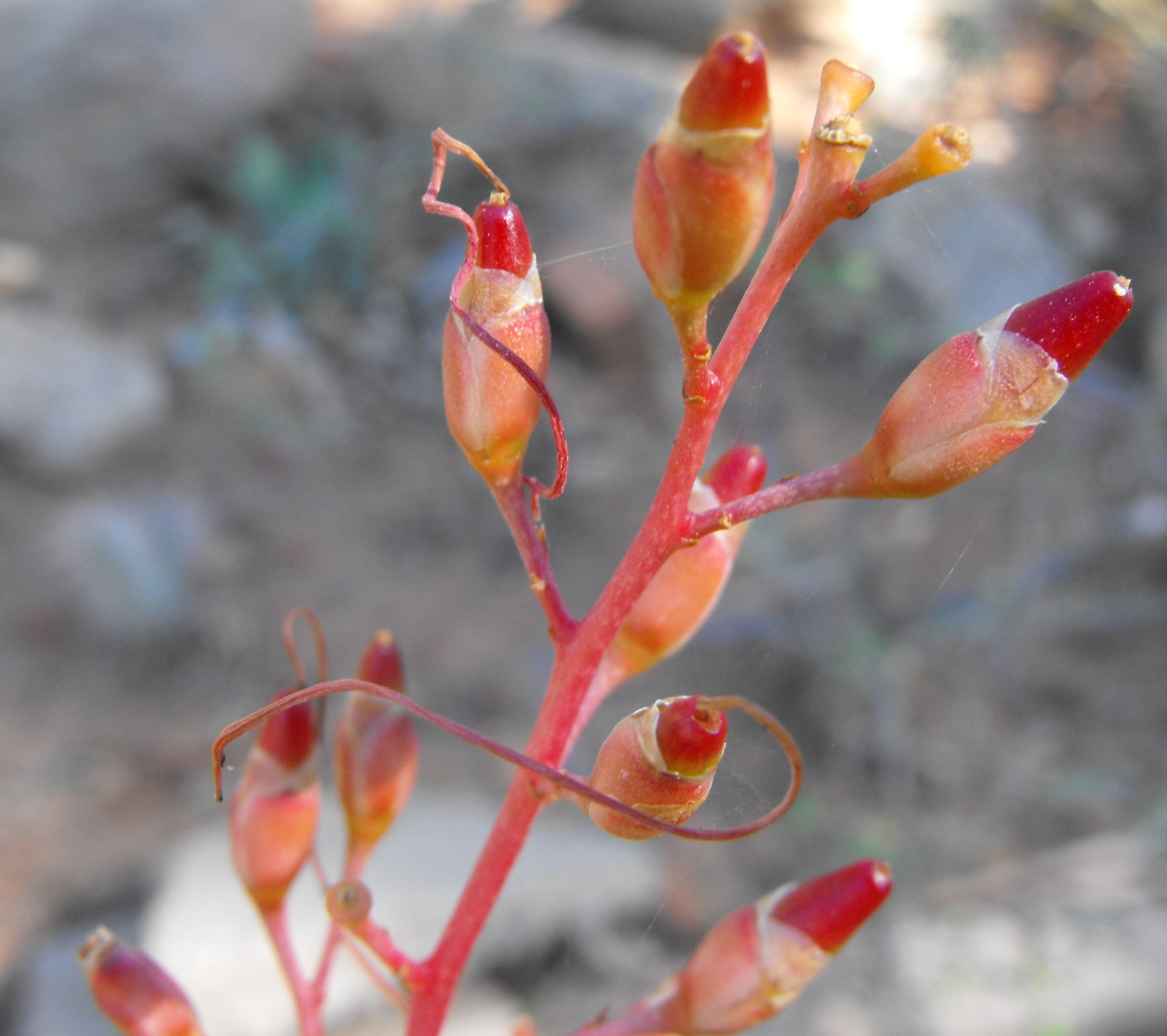